# Dictyophara kotoshonis
Dictyophara kotoshonis är en insektsart som beskrevs av Matsumura 1940. Dictyophara kotoshonis ingår i släktet Dictyophara och familjen Dictyopharidae. Inga underarter finns listade i Catalogue of Life.